# Relativity Space
Relativity Space is een Amerikaans ruimtevaartbedrijf dat zich in eerste instantie richtte op het lanceren van lichte satellieten met door hun ontwikkelde draagraketten. Na een lancering van deze Terran 1 raket besloot men een grotere herbruikbare raket voor zwaardere vrachten genaamd Terran R te ontwikkelen. Tijdens die ontwikkeling kwam men erachter dat 3D-printen op dit formaat niet haalbaar was en werd voor de brandstoftanks op meer traditionele productiemethoden overgeschakeld.

## Geschiedenis
Het bedrijf werd in begin 2016 opgericht en wordt gerekend tot de tweede generatie NewSpace-bedrijven. Het hoofdkantoor staat in Long Beach, Californië. Oprichter Tim Ellis werkte voorheen voor Blue Origin.
De eerste jaren werd vooral ingezet op het ontwerpen en bouwen van de 3D-printers die ze nodig hadden voor hun plannen om 3D-geprinte raketten en raketmotoren te produceren.
De Terran 1-raket die dit bedrijf ontwikkelde werd in staat geacht vrachten tot 1250 kg in een lage baan om de aarde (hoogte 185 km) te brengen. Aanvankelijk wilde Relativity een nog lichtere raket ontwikkelen, maar op verzoek van klanten werd een krachtiger raket met een grotere neuskegel ontwikkeld. Relativity raamde de prijs van een lancering op 10 miljoen dollar. Later werd dit 12 miljoen dollar. Bijzonder aan de Terran 1 is dat deze voor 85 procent in een 3D-printer werd gemaakt. Hierdoor hoeft er maar weinig personeel voor de constructie te worden aangenomen waardoor de raket betrekkelijk goedkoop kan zijn. Relativity Space omschrijft het zelf als 's werelds eerste autonome rakettenfabriek en claimt te beschikken over de grootste metaal-3D-printer van de wereld, die men 'Stargate' noemt. Relativity Space heeft in januari 2019 een huurcontract met Space Florida gesloten voor de huur van Lanceercomplex 16 van het Cape Canaveral Air Force Station. Dit complex zal worden aangepast met een horizontale assemblagehangar.
Op 11 juni 2019 maakte Relativity Space bekend dat het zijn rakettenfabriek op NASA’s John C. Stennis Space Center zou vestigen. Het Stennis Space Center in de staat Mississippi staat bekend om de testinstallaties voor raketonderdelen. Relativity testte zijn motoren daar al. Voor de fabricage van de raketten wordt een reeds bestaande hal met een 25 meter hoge High Bay gehuurd.
Op 28 februari 2020 kondigde Relativity aan zijn hoofdkantoor en productielijn van Los Angeles naar een groter pand in Long Beach te verhuizen.
Op 18 mei 2020 werd bekend dat SpaceX' toenmalige senior vice president of propulsion and launch Zach Dunn, bij Relativity in dienst trad als vice president of factory development.
Op 24 juni 2020 werd een contract voor de lancering van 6 Iridium-Next reserve-satellieten afgesloten. Hiervoor wordt ook een lanceercomplex op Vandenberg Air Force Base ontwikkeld bij gebouw B330 vlakbij complex SLC-6. Het wordt het meest zuidelijke lanceercomplex van Vandenberg AFB, waardoor de raketten niet over andere lanceerplaatsen of gebouwen vliegen en er daar ook relatief veilig kan worden getest.
Op 9 november 2020 werd met succes een volleduurstest van 187 seconden met een Aeon 1, een motor voor de eerste trap, uitgevoerd.
Op 25 februari 2021 maakte Tim Ellis bekend dat ze ook werkten aan een nieuwe raket, de Terran R. Deze moet qua prestaties vergelijkbaar worden met de deels herbruikbare Falcon 9 van marktleider SpaceX maar volledig herbruikbaar worden. De 3D-printers van Relativity zijn hardwarematig al geschikt voor de productie van de Terran R en hebben alleen een Software-update nodig voor de productie. Ellis maakte dit bekend omdat ze begonnen waren met het produceren van prototypes voor onderdelen van deze raket. Op 8 juni 2021 publiceerde Relativity een filmpje van het ontwerp. Dit heeft enkele overeenkomsten met SpaceX' eerdere BFR-conceptontwerp uit 2017 (voorloper van Starship) maar is wel veel kleiner.
Begin 2022 werd een statische test voor de Terran 1 uitgevoerd met alle eerstetrapmotoren gezamenlijk. Ook maakte Relativity in februari van dat jaar de naam voor hun eerste testvlucht bekend; GLHF, wat staat voor Good Luck, Have Fun. Dit duidt erop dat de ontwikkeling in de laatste ontwikkelingsfase; de voorbereiding van de lancering zelf was aangebroken. In maart 2022 werd de bouw van Cape Canaveral Space Force Station Lanceercomplex 16 voltooid. In mei van dat jaar was ook de tweede trap van de Terran 1 getest. In de maanden daarna werden op het lanceerplatform op Cape Canaveral tests van de Terran 1 uitgevoerd die moesten uitmonden in de eerste vlucht.
In oktober 2022 werd de bouw van twee nieuwe testopstellingen voor Aeon R-motoren en Terran-R tweede trappen op het Stennis Space Center bekendgemaakt.
Op 23 maart 2023 werd de eerste testvlucht van de Terran 1 gelanceerd. Vooraf waren de verwachtingen getemperd. Eerste vluchten van volledig nieuwe raketten halen zelden hun beoogde baan of traject. Het bedrijf gaf aan al blij te zijn als de raket het moment Max-Q waarbij de dynamische druk op de raket het hoogst is, zou doorstaan. De eerste trap werkte naar behoren, de raket ging door Max-Q en de trappen werden losgekoppeld. De tweede trap viel enkele seconden na het starten van zijn motor voortijdig uit.
Een paar weken later, op 12 april 2023, gaf Tim Ellis aan dat ze niet verder gaan met de Terran 1 maar vol inzetten op de ontwikkeling van de Terran R. Het ontwerp van de Terran R was inmiddels vergroot omdat de markt om nog zwaardere raketten vraagt. De tweede trap zal in eerste instantie niet meer herbruikbaar zijn.
Op 10 maart 2025 maakte Tim Ellis bekend dat ze voormalig Google directeur Eric Schmidt als nieuwe CEO hadden aangetrokken. Ellis zelf heeft daarmee geen directie-taak meer.
Het bedrijf had ondertussen ondervonden dat de brandstoftanks van het formaat van de Terran R met traditionele bouwmethoden beter was te bouwen dan met een 3D-printer. Daarom werd daarop overgeschakeld naar het wrijvingsroerlassen van aluminium panelen.

## 3D-printen
Relativity gaat met het volledig printen van de raket veel verder dan andere bedrijven. Door het 3D-printen bevat de Terran 1 veel minder onderdelen. Grote delen van de raket zijn met behulp van kunstmatige intelligentie ontworpen. Dat wil zeggen dat de gewenste parameters zijn ingevoerd en een computer vervolgens berekent hoe het precies gevormd wordt. Zo functioneren brandstofleidingen bijvoorbeeld tegelijk ook als verstevigingsbalken. En verstevigingsstructuren die normaliter uit rechthoekige, driehoekige of honingraatvormen bestaan lijken op bij Relativity’s raketten op het oog lukraak slingerende structuren te zijn die in werkelijkheid effectiever en lichter blijken zijn. Door het 3D-printen zijn er ook veel minder werktuigbouwkundigen nodig voor de productie. Voor de ontwikkeling en bouw van de 3D-printers heeft Relativity zoveel mogelijk bestaande onderdelen zoals industriële robotarmen uit de auto-industrie gebruikt en aangepast om zodoende de kosten laag te houden.
Relativity ziet in de toekomst ook een rol voor zichzelf weggelegd in de luchtvaart industrie. Tim Ellis zei dat als ze raketten kunnen printen, dat ze met hun printers dan ook vliegtuigen of vliegtuigonderdelen voor derden kunnen printen.

## Concurrentie
Aanvankelijk leek de meest directe concurrent van Relativity Space Firefly Aerospace te zijn. Dat bedrijf ontwikkelde een gelijkwaardige lichte draagraket. Ook ABL Space Systems richtte zich met de RS1 op dezelfde lanceerklasse, maar veranderde de focus van commerciële naar militaire toepassingen. Verder waren er in 2022 een aantal bedrijven die reeds lichtere raketten op de markt hebben. Daaronder zijn Astra, Virgin Orbit en Rocket Lab. Ook de Europese Vega, de Minotaur-raketten van Northrop Grumman en de krachtiger PSLV van de ISRO kunnen voor specifieke missies tot de concurrentie worden gerekend. De concurrentie voor lichte lanceertuigen was dus als “moordend” te omschrijven en de keuze om de Terran 1 niet uit te ontwikkelen was logisch.
Met de aangekondigde Terran R wil Relativity de concurrentie aan gaan met raketten als de Falcon 9 van SpaceX en de toekomstige Vulcan van United Launch Alliance, de Ariane 6 van Arianespace en de Neutron van Rocket Lab. Die laatste raket wordt ook ge-3D-print, maar van koolstofvezel. Ook Firefly Aerospace en Northrop Grumman ontwikkelen samen een raket in de mediumlift-klasse. De New Glenn die Blue Origin in ontwikkeling heeft valt in de heavylift-klasse maar zal zijn pijlen ook op de markt voor medium-klasse lanceringen richten.

## Trivia
- De fabriek waar de Terran R wordt geproduceerd was eerder een Boeingfabriek waar de C-17 Globemaster III werd gebouwd.